# 29. april
29. april er dag 119 i året i den gregorianske kalender (dag 120 i skudår). Der er 246 dage tilbage af året.
Peter Martyrs dag, opkaldt efter dominikanermunken Peter Martyr, der lagde sig ud med sekten katharerne, som han betegnede som kættere. Snigmordere herfra dræbte ham i Milano i 1252. Drabet havde muligvis også sammenhæng med at Peter selv kom fra en katharerfamilie.
Dagen er også den internationale dansens dag.

### Begivenheder
Født - Dødsfald
- 1429 - Jeanne d'Arc ankommer til Orléans, hvor hun skal få betydning for, at belejringen af byen brydes.
- 1770 - Den britiske opdagelsesrejsende James Cook ankommer til Botany Bay i Australien.
- 1884 - Oxford Universitet tillader kvinder at få en universitetsgrad.
- 1911 - Det Danske Sprog- og Litteraturselskab grundlægges
- 1913 - En ny fabrikslov vedtages og hæver aldersgrænsen for børns arbejde på fabrikker til 14 år.[1]
- 1923 - Det nazistiske NSDAP forbydes i den tyske delstat Hessen
- 1940 - Folketingsforslag om indførelse af sommertid.
- 1940   - Haakon 7. af Norge og hans regering flygter til England.
- 1941 - I Danmark indføres en ugentlig kødløs dag pga. mangelsituation under krigen.
- 1945 - USA's 7th Armé befrier koncentrationslejren Dachau.
- 1945   - Adolf Hitler gifter sig med Eva Braun og udpeger Karl Dönitz som sin efterfølger.
- 1948 - Den danske filmpris, Bodilprisen, uddeles for første gang i København.
- 1952 - Et velbevaret moselig fra jernalderen, senere kendt som Grauballemanden, findes ved Grauballe nordøst for Silkeborg.
- 1964 - Den hollandske prinsesse Irene og den spanske prins Hugo Carlos vies i Rom.
- 1965 - Parken ved Frihedsmuseet i København får navnet "Churchillparken, (se Langelinie)".
- 1967 - Hippie-musicalen Hair uropføres i New York.
- 1975 - Der iværksættes en storstilet evakuering af de sidste amerikanere i Sydvietnam med helikoptere, Operation Frequent Wind, umiddelbart inden Saigons fald.
- 1980 - Mange bliver såret og omkring 100 anholdt under voldsomme gadekampe, da 500 politifolk rydder byggelegepladsen "Byggeren" på Nørrebro.
- 1982 - Denne dag afholdes Dansens dag stiftet af International Dance Committee.
- 1991 - En cyklon rammer Bangladesh med voldsomme konsekvenser: Over 138.000 mennesker omkommer, og omkring 10 millioner bliver hjemløse.
- 1992 - Den Europæiske Menneskerettighedskonvention gøres til en del af dansk lov.
- 1994 - En dansk kampvognseskadron bliver under Krigen i Bosnien-Hercegovina beskudt af bosnisk-serbiske styrker og besvarer ilden under Operation Bøllebank.
- 1996 - Det københavnske skibsværft Burmeister & Wain erklæres konkurs og lukker efter 153 års drift.
- 2005 - Syrien trækker sine sidste tropper ud af Libanon og afslutter dermed 29 års besættelse.
- 2006 - Første udgave af Skjern Å Running Challenge afvikles
- 2011 - Prins William og Kate Middleton bliver viet i Westminster Abbey i London, England

### Født
- 1847 - Joachim Andersen, dansk fløjtenist, dirigent og komponist (død 1909).
- 1854 - Henri Poincaré, fransk matematiker og fysiker (død 1912).
- 1863 - William Randolph Hearst, amerikansk avismagnat (død 1951).
- 1867 - Knud Andersen, dansk zoolog (død 1918).
- 1870 - V.H. Meyer, dansk apoteker og grundlægger (død 1942).
- 1881 - Mozart Lindberg, københavnsk kriminel (død 1975).
- 1885 - Frank Jack Fletcher, amerikansk admiral (død 1973).
- 1899 - Duke Ellington, amerikansk jazzkomponist, -pianist og orkesterleder (død 1974).
- 1901 - Hirohito, japansk kejser (død 1989).
- 1902 - Henny Lindorff, dansk skuespiller (død 1979).
- 1907 - Fred Zinnemann, østrigsk-amerikansk filminstruktør (død 1997).
- 1916 - Lars Korvald, norsk politiker (død 2006).
- 1917 - Celeste Holm, amerikansk skuespillerinde (død 2012).
- 1922 - Toots Thielemans, belgisk musiker (død 2016).
- 1926 - Jacob Jensen, dansk industridesigner (død 2015).
- 1928 - Johannes Aagaard, dansk teolog (død 2007).
- 1933 - Willie Nelson, amerikansk sanger, sangskriver og guitarist.
- 1934 - Birgitte Price, dansk skuespiller og instruktør (død 1997).
- 1936 - Ejvind Larsen, dansk journalist og forfatter.
- 1938 - Klaus Voormann, tysk musiker og billedkunstner.
- 1944 - Prinsesse Benedikte, dansk prinsesse.
- 1947 - Jacob Holdt, dansk fotograf og forfatter.
- 1950 - Bjarne Reuter, dansk lærer og forfatter.
- 1954 - Jerry Seinfeld, amerikansk stand-up-komiker.
- 1957 - Daniel Day-Lewis, engelsk skuespiller.
- 1958 - Michelle Pfeiffer, amerikansk skuespillerinde.
- 1968 - Mark Strudal, dansk fodboldspiller.
- 1970 - Andre Agassi, amerikansk tennisspiller.
- 1970   - Uma Thurman, amerikansk skuespiller.
- 1972 - Niclas Fasth, svensk golfspiller.
- 1976 - Maja Savic, serbisk håndboldspiller.
- 1977 - Claus Jensen, dansk fodboldspiller.
- 1983 - Megan Boone, amerikansk skuespillerinde.
- 2003 - Maud Angelica Behn, datter af prinsesse Märtha Louise af Norge og Ari Behn.

### Dødsfald
- 1676 - Michiel de Ruyter, hollandsk admiral (født 1607).
- 1841 - Aloysius Bertrand, fransk digter (født 1807).
- 1916 - Jørgen Pedersen Gram, dansk matematiker (født 1850).
- 1937 - Wallace Carothers, amerikansk kemiker (født 1896).
- 1951 - Ludwig Wittgenstein, østrigsk-engelsk filosof (født 1889).
- 1980 - Alfred Hitchcock, britisk filminstruktør (født 1899).
- 2006 - John Kenneth Galbraith, canadisk økonom (født 1908).
- 2007 - Arve Opsahl, norsk skuespiller (født 1921).
- 2008 - Albert Hofmann, schweizisk kemiker, der som den første fremstillede LSD (født 1906).
- 2008   - Claus Nissen, dansk skuespiller (født 1938).
- 2020 - Yahya Hassan, dansk digter (født 1995)
- 2020 - Maj Sjöwall, svensk forfatter (født 1935).
- 2024 - Inge Lise Westman, dansk billedkunster (død 1945).